# Marko Todorović
Marko Todorović (in montenegrino Марко Тодоровић; Podgorica, 19 aprile 1992) è un cestista montenegrino di formazione spagnola.
È stato selezionato al secondo giro dell'NBA Draft 2013 dai Portland Trail Blazers.

## Carriera

### Club
Esordisce nelle giovanili della Joker Podgorica in Montenegro, trasferendosi poi al Club Joventut de Badalona. Viene ceduto in prestito per due stagioni al CB Prat, ma grazie al doppio tesseramento disputa anche 14 incontri in Liga ACB con lo Joventut.

### Nazionale
Ha disputato i FIBA EuroBasket Under 20 di Bilbao nel 2011, chiusi al 7º posto con la Nazionale di categoria. Nel 2008 ha preso parte ai FIBA EuroBasket Under 16 Division B.

## Statistiche

### Eurolega
| Anno      | Squadra    | PG | PT | MP   | TC%  | 3P%  | TL%  | RP  | AP  | PRP | SP  | PP  |
| --------- | ---------- | -- | -- | ---- | ---- | ---- | ---- | --- | --- | --- | --- | --- |
| 2012-2013 | Barcellona | 19 | 0  | 7,4  | 50,0 | 20,0 | 59,1 | 2,1 | 0,4 | 0,3 | 0,5 | 2,3 |
| 2013-2014 | Barcellona | 14 | 1  | 5,9  | 42,9 | -    | 85,7 | 1,4 | 0,1 | 0,2 | 0,1 | 1,3 |
| 2015-2016 | Chimki     | 16 | 1  | 15,6 | 52,7 | 0,0  | 73,3 | 3,8 | 0,7 | 0,5 | 0,7 | 5,0 |
| 2017-2018 | Chimki     | 27 | 0  | 10,4 | 56,1 | -    | 57,1 | 2,1 | 0,6 | 0,3 | 0,4 | 2,7 |
| Carriera  | Carriera   | 76 | 2  | 9,9  | 52,6 | 12,5 | 67,1 | 2,3 | 0,5 | 0,3 | 0,4 | 2,8 |

### Eurocup
| Anno      | Squadra  | PG | PT | MP   | TC%  | 3P% | TL%  | RP  | AP  | PRP | SP  | PP  |
| --------- | -------- | -- | -- | ---- | ---- | --- | ---- | --- | --- | --- | --- | --- |
| 2016-2017 | Chimki   | 16 | 16 | 19,4 | 63,6 | -   | 55,3 | 4,8 | 1,4 | 0,9 | 1,0 | 7,4 |
| Carriera  | Carriera | 16 | 16 | 19,4 | 63,6 | -   | 55,3 | 4,8 | 1,4 | 0,9 | 1,0 | 7,4 |

## Palmarès

### Squadra
- Campionato spagnolo: 1

Barcellona: 2013-14
- Copa del Rey: 1

Barcellona: 2013
- Liga catalana: 2

Barcellona: 2012, 2013
- LEB Plata: 1

Andorra: 2011-12

### Individuale
- LEB Plata MVP: 1

Andorra: 2011-12